# Dasyophthalma geraensis
Dasyophthalma geraensis är en fjärilsart som beskrevs av Hans Rebel 1821. Dasyophthalma geraensis ingår i släktet Dasyophthalma och familjen praktfjärilar. Inga underarter finns listade i Catalogue of Life.